# Stiftung LebensBlicke
Die Stiftung LebensBlicke – Früherkennung Darmkrebs ist eine deutsche Stiftung mit Sitz in Ludwigshafen, die sich für die umfassende Information der Öffentlichkeit über Möglichkeiten der Darmkrebsvorsorge und -Früherkennung einsetzt.

## Organisation
Die Stiftung LebensBlicke, Früherkennung Darmkrebs, ist gemeinnützig. Sie arbeitet bundesweit und finanziert sich ausschließlich über Spenden und Zustiftungen. Neben der Öffentlichkeitsarbeit für die Bevölkerung in Form von Print- und elektronischen Medien, Broschüren, Publikationen und bundesweiten Aktionen über ein Netz von Regionalbeauftragten, initiiert die Stiftung wissenschaftliche Studien, übernimmt Schirmherrschaften, führt Seminare und Symposien durch und motiviert Ärzte zur Fortbildung. Ein weiteres Ziel der Stiftung ist die Förderung der betrieblichen Gesundheitsvorsorge.